# Piseinotecus
Piseinotecus Er. Marcus, 1955 è un genere di molluschi nudibranchi, unico genere della famiglia Piseinotecidae.

## Tassonomia
Il genere comprende le seguenti specie:
- Piseinotecus divae Er.Marcus, 1955 - specie tipo
- Piseinotecus gonja Edmunds, 1970
- Piseinotecus minipapilla Edmunds, 2015
- Piseinotecus soussi Tamsouri, Carmona, Moukrim & Cervera, 2014
- Piseinotecus sphaeriferus (Schmekel, 1965)